# Incendie de Yarnell Hill
L'incendie de Yarnell Hill est un incendie de forêt survenu près de Yarnell en Arizona provoqué par la foudre le 28 juin 2013. 
Le 30 juin, le feu tue dix-neuf membres des Granite Mountain Hotshots. Un seul membre des Hotshots survit : il était chargé de surveiller l'incendie et n'était pas avec les autres lorsque le feu les a rattrapés. L'incendie de Yarnell Hill est l'un des incendies de forêt américains les plus meurtriers depuis l'incendie d'East Bay Hills en 1991, qui a tué vingt-cinq personnes, et l'incendie de forêt le plus meurtrier pour les pompiers américains depuis l'incendie de Griffith Park en 1933, qui a tué vingt-neuf pompiers civils recrutés en bref avis pour aider à combattre l'incendie de la région de Los Angeles.
L'incendie tue également plus de pompiers que n'importe quel incident depuis les attentats du 11 septembre 2001. L'incendie de Yarnell Hill est la sixième catastrophe impliquant des pompiers américains la plus meurtrière de l'histoire, l'incendie de forêt le plus meurtrier jamais enregistré dans l'État de l'Arizona et « l'événement le plus médiatisé de l'histoire de la lutte contre les incendies de forêt »,.
La tragédie est principalement attribuée à un changement extrême et soudain des conditions météorologiques, provoquant l'intensification de l'incendie et coupant la route des pompiers alors qu'ils s'échappaient. Les victimes ont été brûlées vives par la chaleur intense et les flammes du feu. Les autres facteurs qui ont contribué à la tragédie comprennent le terrain entourant la voie d'évacuation, qui peut avoir bloqué la vue des victimes sur le front de feu et une connaissance limitée de la situation, ainsi que des problèmes de communications radio.

## Décès
Le 30 juin, les pompiers du service d'incendies de Prescott, les Granite Mountain Hotshots, ont été tués par l'incendie. Les rapports initiaux indiquaient que l'un des pompiers ne faisait pas partie de l'équipe Hotshot, mais le chef des pompiers de Prescott, Dan Fraijo, a confirmé plus tard que tous les dix-neuf étaient des Granite Mountain Hotshots. Chaque pompier possède un abri en aluminium et fibre de verre, déployable rapidement, permettant de se mettre à l'abri du feu, il s'agit d'un moyen d'ultime recours contre le rayonnement thermique, il ne protège pas contre les flammes. Les pompiers les ont déployé, mais la chaleur de l'incendie est monté de plus de 1 090 °C,. Cependant, tous les corps n'ont pas été retrouvés à l'intérieur des abris d'incendie. La ville de Prescott a publié les noms des dix-neuf pompiers le 1er juillet.
Le seul survivant de l'équipe de vingt hommes était Brendan McDonough, 21 ans. Il avait servi de guet lorsque le feu a menacé de rattraper sa position. McDonough a contacté les Granite Mountain Hotshots par radio pour leur faire part de sa situation. Le commandant en second, Jesse Steed, lui a dit d'évacuer son poste. McDonough marchait à pied quand il a été localisé par Brian Frisby, le surintendant des Blue Ridge Hotshots, qui surveillait les communications radio entre McDonough et le capitaine du Granite Mountain IHC. Frisby et McDonough ont déplacé les véhicules de l'équipe dans un endroit plus sûr.
Après avoir déplacé les véhicules, Frisby et d'autres membres des Blue Ridge Hotshots ont tenté de sauver les Granite Mountain Hotshots piégés, mais ont été repoussés par les flammes intenses et la chaleur du feu. Traversant les rues de Yarnell, les Blue Ridge Hotshots ont évacué plusieurs résidents qui n'avaient pas réussi à évacuer plus tôt.
Vers 16 h 42, le feu a dépassé la position des Granite Mountain Hotshots. Lorsqu'un hélicoptère a pu voler dans la zone plus de deux heures plus tard, Eric Tarr, un policier/ambulancier du ministère de la Sécurité publique de l'Arizona est venu à pied et a trouvé les dix-neuf corps. Ils s'étaient déployés ensemble dans leurs abris anti-incendie.

### Réactions
Le 30 juin, la gouverneure de l'Arizona, Jan Brewer, a publié une déclaration présentant ses condoléances. « C'est un jour aussi sombre que je me souvienne », dit-elle. Le président de l'époque Barack Obama a publié une déclaration le 1er juillet promettant une aide fédérale et louant les dix-neuf pompiers en héros.

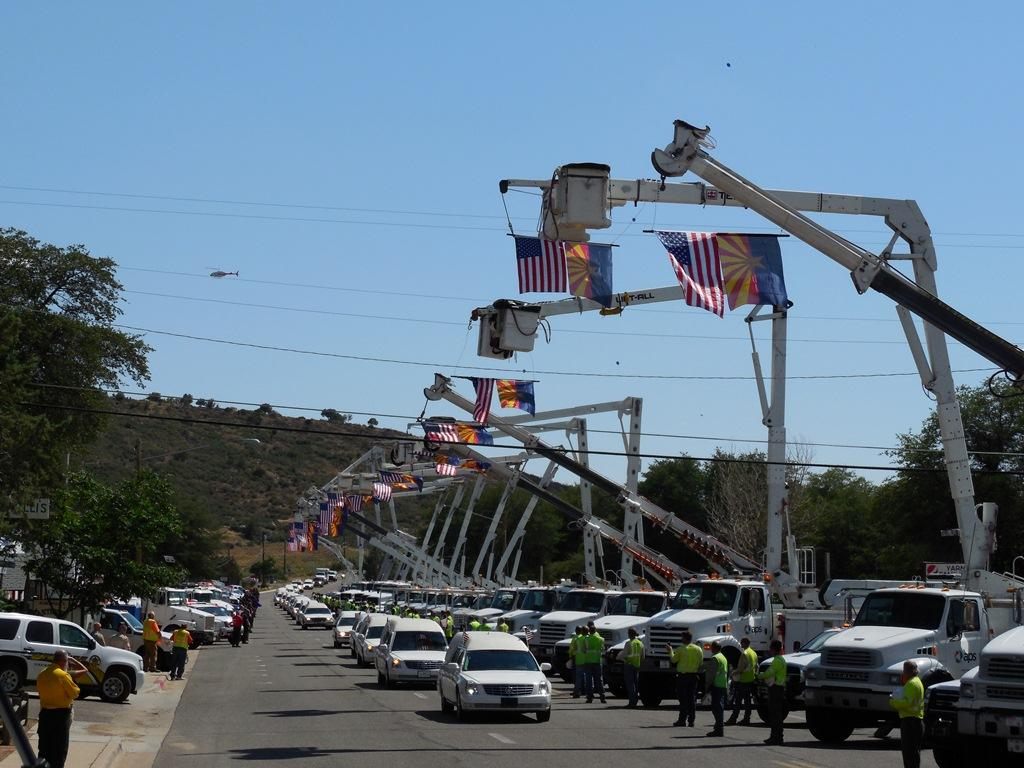
Cortège funèbre pour les victimes.

Le 2 juillet, plus de trois mille personnes ont assisté à un service commémoratif public dans un stade couvert de Prescott Valley. Le vice-président Joe Biden, le gouverneur de l'Arizona Jan Brewer et le seul pompier survivant de l'équipe, Brendan McDonough, ont pris la parole lors d'un mémorial à Prescott le mardi 9 juillet. Ce mémorial a été suivi par des milliers de personnes, y compris des représentants de plus de cent pompiers à travers le pays, et a été diffusé en direct par plusieurs médias. Des services commémoratifs individuels étaient prévus plus tard dans les villes natales des dix-neuf sapeurs-pompiers.

### Liste des victimes et hommage
Chacun des dix-neuf pompiers tués a un astéroïde nommé en son honneur :
| Pompier                        | Astéroïde                |
| ------------------------------ | ------------------------ |
| Andrew Ashcraft (29 ans)       | (208915) Andrewashcraft  |
| Robert Caldwell (23 ans)       | (208916) Robertcaldwell  |
| Travis Carter (31 ans)         | (208917) Traviscarter    |
| Dustin DeFord (24 ans)         | (209148) Dustindeford    |
| Christopher MacKenzie (30 ans) | (209149) Chrismackenzie  |
| Eric Marsh (43 ans)            | (209209) Ericmarsh       |
| Grant McKee (21 ans)           | (210532) Grantmckee      |
| Sean Misner (26 ans)           | (210533) Seanmisner      |
| Scott Norris (28 ans)          | (210686) Scottnorris     |
| Wade Parker (22 ans)           | (210983) Wadeparker      |
| John Percin Jr. (24 ans)       | (211021) Johnpercin      |
| Anthony Rose (23 ans)          | (211374) Anthonyrose     |
| Jesse Steed (36 ans)           | (211375) Jessesteed      |
| Joe Thurston (33 ans)          | (211376) Joethurston     |
| Travis Turbyfill (27 ans)      | (211377) Travisturbyfill |
| William Warneke (26 ans)       | (211378) Williamwarneke  |
| Clayton Whitted (28 ans)       | (211379) Claytonwhitted  |
| Kevin Woyjeck (21 ans)         | (211380) Kevinwoyjeck    |
| Garret Zuppiger (27 ans)       | (211381) Garretzuppiger  |

## Conséquences
Après une enquête de trois mois, la Division des forêts de l'État a publié un rapport et la vidéo de briefing le 28 septembre 2013, qui n'a trouvé aucune preuve de négligence ou l'imprudence dans la mort des dix-neuf pompiers et a révélé qu'un avion bombardier d'eau était directement au-dessus de la tête lorsque les pompiers sont morts. L'enquête a révélé des problèmes de communication radio.
Le 4 décembre 2013, la commission industrielle de l'Arizona, qui supervise la sécurité au travail, a blâmé la division des forêts de l'État pour la mort des dix-neuf pompiers, sur la base d'une enquête menée par la division de la sécurité et de la santé au travail de l'État. La commission a déclaré que les responsables des incendies de l'État faisaient sciemment passer la protection des biens avant la sécurité et auraient dû retirer les équipages plus tôt. La commission a imposé une amende de 559 000 $.

### Dans les médias
Le magazine Outside a publié le film documentaire, The Granite Mountain Hotshots and the Yarnell Hill Fire (12 août 2013), dans lequel des amis, des parents, des collègues, dont Brendan McDonough, le seul survivant des Granite Mountain Hotshots, s'expriment.
Le service forestier américain a publié une série de vidéos le 10 novembre 2014, qui ont été tournées par des pompiers forestiers le jour de la tragédie de Yarnell Hill. Le site Web du service forestier note : « Pour être transparent avec le public, les vidéos sont présentées exactement telles qu'elles ont été reçues. Les expurgations ont été effectuées avant que ces vidéos n'entrent en possession de l'Arizona State Forestry ». Dans sa couverture de ces vidéos, le magazine Outside a publié des articles et des extraits vidéo.
The Weather Channel a publié le documentaire America Burning: The Yarnell Hill Fire Tragedy and the Nation's Wildfire Crisis (2014),. Kyle Dickman, ancien pompier et ancien rédacteur en chef du magazine Outside, a publié le livre On the Burning Edge: A Fateful Fire and the Men Who Fought It (2015). Brendan McDonough a publié son récit My Lost Brothers: The Untold Story by the Yarnell Hill Fire's Lone Survivor (3 mai 2016).
Le 20 octobre 2017, Columbia Pictures a publié un film dramatique biographique basé sur les événements de cette catastrophe, intitulé Line of Fire.